# アルピナ・XD3ビターボ
XD3ビターボ(XD3 BITURBO)は、ドイツの自動車メーカーアルピナ（Alpina Burkard Bovensiepen GmbH&Co ）が2014年11月から発売したSUVタイプの高級車である。

## 概要
XD3は、F25型BMW・X3（以下F25）をベースとしたオリジナル車種である。ボディそのものはF25と共通であり、BMWのエンブレムも付くが、パワートレインは別設計とされ、大きく「ALPINA」の文字が記されたエアロパーツやボディ側面のデコライン、特徴的な20インチのホイールがF25とは別物であることを示している。現時点で量産されているディーゼルSUVとしては、世界最速である。
他のアルピナ車とは異なり、ベースモデルの生産がアメリカで行われるため、制約が多い。
ボディカラーでは、BMW X3Mスポーツに設定されているディープシーブルーが選択できる。
内装には標準装備のウッドとしてバール・ウォールナット・ウッドトリムが採用されるが先の理由により、アルピナ製のウッドは利用できない。オプションでアルカンターラやレザー、カーボン調、ボディ同色インテリアトリムを選択できる。標準はネバダレザーシートとなり、ブラック、ベージュ、オイスター、サドルブラウンの4色から選ぶことができる。また、シートにひし形マークや、アルピナロゴを入れることもできる。
20インチの大径ホイールを標準装備（ALPINA CLASSIC Styling III）F8.5J R9.5J（21インチはオプション）、タイヤはMICHELIN Pilot Super Sport F255/40ZR20 R285/40/ZR20を装着する。0-100km/h加速は4.9秒、最高巡航速度（メーカー公表値）251km/hを誇る。
XD3は標準で右ハンドルとなり、左ハンドルの設定はない。

## ベースモデルとの違い（F25）
エンジン
- ベースとなるエンジンブロックは、N57型のものを流用している。
- 燃料噴射圧力は2,000bar。
- シーケンシャルツインターボ（ギャレット製）過給圧2.3bar
- セカンダリータービンはVGTを採用
- DME、DSC、DTCは基本的に別プログラムである。

ステアリング
- バリアブルスポーツステアリングは別プログラム。

足回り
- アイバッハ製サスペンション
- BMW製ショックアブソーバー（プログラムは専用）

トランスミッション
- ZF製8HP70　8速スイッチトロニックミッション
- トルクコンバータはアルピナ製。プログラムも専用のものを使っている。

マフラー
- アクラポビッチ製ステンレスマフラーを装着する。

エアロパーツ
- 専用フロント&リアアンダー＆ルーフスポイラーがつく